# Ipimorpha obscura
Ipimorpha obscura là một loài bướm đêm trong họ Noctuidae.